# Carmélites de saint Joseph (Santa Tecla)
Pour les articles homonymes, voir Carmélites de saint Joseph (homonymie).
Les carmélites de saint Joseph (en latin : congregationis sororum Carmelitarum a Sancto Ioseph) sont une congrégation religieuse féminine salvadorienne de droit pontifical fondée en 1916. Il ne faut pas les confondre avec les carmélites de saint Joseph fondées à Barcelone (en 1900) qui portent exactement le même nom.

## Historique
La congrégation est fondée le 7 octobre 1916 à Santa Tecla (au Salvador) par Claire Quirós (1857-1928), en religion Claire Marie de Jésus (es), sur les indications d'Antonio Adolfo Pérez y Aguilar (es), archevêque de San Salvador. Ce dernier érige la communauté en congrégation de droit diocésain le même jour (le 7 octobre 1916). L'institut est agrégé à l'ordre des Carmes déchaux le 27 novembre 1920 puis de nouveau le 4 avril 1952. Il est reconnu de droit pontifical le 25 décembre 1982,.

## Activités et diffusion
Les carmélites de Saint Joseph se vouent à l'enseignement, à la promotion sociale, aux soins de santé, et aux femmes et filles abandonnées. Elles ont également une dimension contemplative de spiritualité carmélitaine comme l'oraison silencieuse et une grande dévotion à la Vierge Marie.
Elles sont présentes en  : 
- Amérique : Salvador, Brésil, Colombie, Costa Rica, États-Unis, Guatemala, Honduras, Panama.
- Europe : Espagne, Italie.
- Afrique : Cameroun, République démocratique du Congo.

La maison-mère est à Santa Tecla.
En 2017, elles sont 249 religieuses dans 47 maisons.